# 合金弹头6
合金弹头6使用Sammy Atomiswave基板開發，並發行在PS2、Microsoft Windows上。為該系列的第7作，2006年2月發售。本作亮點為各位主角能力有了差别，并增加2名新角色。

## 劇情簡介
把槍一丟，那震撼的一戰就代表了一切結束的期望
關於摩丁元帥的第3次反叛計畫，因為無法確認他的生死，也沒有任何叛亂軍殘黨的活動情報，而這次有隊員提出離職的請求
但和平才維持沒多久，情報部有一些另人無法相信的資訊傳來
未確認的飛行物體、宇宙人、甚至一些奇奇怪怪的大型不明生物的出現
所幸目前沒有帶來任何的傷亡，但這也代表了並不是和摩丁完全無關
但在這時，有一份決定性的情報被帶來了
據情報顯示摩丁的叛亂軍潛伏於一山區地帶，並在某一村莊發現他們的勢力
並發現了一個類似摩丁元帥的身影，雖然不清楚他們的目的，不過這也是確鑿的一個證明
這一次，經過之前任務3的教訓，正規軍的軍方高層已經不敢說這是個胡亂猜測的想法
於是把之前和摩丁有關係的馬爾可、英里、塔爾馬、菲歐四人給叫了過來
就在他們四人覺得司空見慣，就這樣要被推上戰場前，他們發現有兩個新面孔
「因為你們值得信賴，所以上層下令這次的作戰有2名傭兵部隊隊員一起同行」
「我是拉爾夫·瓊斯，是來支援你們這次作戰的戰力之一」
「我是克拉克·史提爾，如果能夠為這次的做戰出一點力的話那是我的榮幸」
拿起新發下的槍支，他們6人立刻出發到叛亂軍的根據地。

## 新要素
- 武器儲存系統

玩家最多可以儲存2種不同的取得武器，並依照時機需求切換使用，按住D再按C可將武器丟出給別人使用（必須滿足角色基本彈量才可丟），死亡後所有武器會消失。
- 快攻爆發系統

只要在一定時間內連續攻擊，得分就能不斷加倍，武器威力越高加倍的越快，最多可加到16倍，加到16倍時打倒敵人則會出現金幣，讓玩家能在短時間內獲得大量的分數。
- 簡單模式

在該模式中，玩家只能遊玩4關，不過一開始就持有彈藥無限的重機槍H（FIO則是持有大H），死亡後復活的無敵時間由4秒增加為6秒，取得武器的彈藥數加倍，BOSS的攻擊也稍微弱化。
- 困難模式

在該模式中，玩家可遊玩所有關卡。但武器彈藥都減半，且BOSS的攻擊方式也跟EASY的不同。
- 武器彈藥減半

例如重機槍-H在本遊戲裡只剩100發
（還有其它的武器彈藥都減半）
- 第5關後半新俘虜為火星人，打爆關著火星人的瓶子並碰觸火星人，火星人會呼喚一台載著武器道具的小飛碟並對玩家做出敬禮手勢後飛走（也有跟百太郎一樣幫玩家攻擊敵人的小飛碟）

## 新人物
兩位新角色為《怒》(Ikari Warriors)及《拳皇》(King of Fighters)系列中登場的「怒隊」的成員。
- 拉爾夫·瓊斯（Ralf Jones），能使出Vulcan Punch，威力足以摧毀戰車。
- 克拉克·史提爾（Clark Still），能使出Super Argentine Backbreaker，能連續擊殺敵兵。

## 關卡BOSS
- MISSON1
  - 採掘車両（挖掘戰車/巨大發掘機/Bull Drill）

- MISSON2
  - ミサイル装甲戦車（飛彈裝甲戰車）

- MISSON3
  - 宇宙ロボット（宇宙機器人/生化腦機器人/Brain Robot）

- - 从此关开始Boss战音乐不是通常的Steel Beast

- MISSON4
  - 海の未確認生物（未知海洋生物，在Metal Slug Attack裡被翻譯成蜈蚣長老）

- FINAL MISSON
  - ドッペルゲンガー（被洗腦的同伴）

- - 侵略者の王（Venusians母體）

## 新敵人『Venusians』（金星獸）
Metal Slug6登場的新外星侵略者，體型大，膚色灰綠，外型像蟾蜍等爬蟲類生物，高階級者能飛行並從口器射出火砲攻擊敵人，低階級者則是吐出帶有爆炸性的蛆或翻滾衝撞攻擊敵人，社會結構類似蜜蜂，擁有一隻女王蜂，是火星人的敵性種族。
注：金星獸是美版名稱，日本原版名稱設定是“侵略者”（インベーダー），因此最终boss命名為“侵略者之王(インベーダー・キング)”

### Venusians類型
- Drones（雄蜂）

- Squad Leader（雄蜂領隊）

- Flying Parasite（飛行寄生蟲）

- Friendly Flying Parasite（洗腦型飛行寄生蟲）

- Hunter Walker（獵犬）

- Hunter Lord（獵犬領隊）

- Scavenger（開路者）

- Smasher（粉碎者）

### Venusians載具
- V.F.O

- Crab-Tank（蟹形坦克）

- Vanguard（突擊前鋒）

- Controler（統制者）

- V.F.E.O（Venusian Flying Energy Object）

- I.V.F.O（Indestructable Venusian Flying Object）

## 外部連結
- 越南大戰系列官方網站（页面存档备份，存于）
- 越南大戰6官方網站 （页面存档备份，存于）